# Евансвил (Висконсин)
Евансвил (енгл. Evansville) град је у америчкој савезној држави Висконсин.

## Демографија
По попису из 2010. године број становника је 5.012, што је 973 (24,1%) становника више него 2000. године.
| Група             | 2000.         | 2010.         |
| Белци             | 3.905 (96,7%) | 4.674 (93,3%) |
| Афроамериканци    | 5 (0,1%)      | 42 (0,8%)     |
| Азијати           | 7 (0,2%)      | 35 (0,7%)     |
| Хиспаноамериканци | 72 (1,8%)     | 179 (3,6%)    |
| Укупно            | 4.039         | 5.012         |